# Onibi

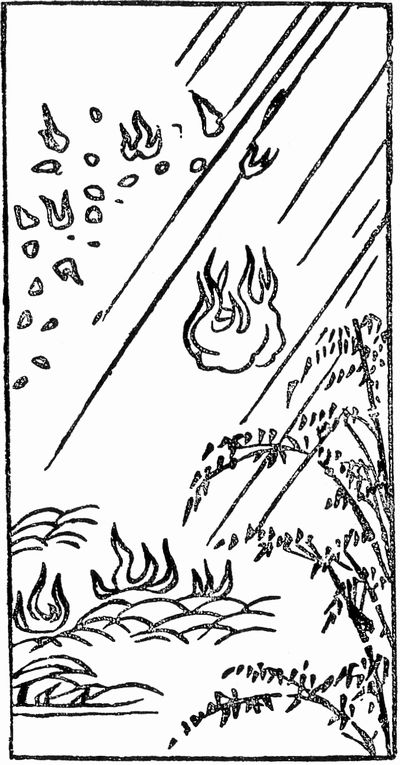
Onibi

L'Onibi (鬼火) è una luce spettrale nel Folclore giapponese. Sono creduti essere gli spiriti nati dai corpi degli animali e degli umani deceduti. "jack-o'-lantern" è spesso tradotto in Giapponese come "Onibi".

## Leggenda
Stando all'Wakan Sansai Zue, scritto nel Periodo Edo, è una luce blu grande quanto la fiamma di una torcia con l'abitudine di apparire in gruppo e se un mortale si avvicinasse a uno di loro, la sua anima ne verrebbe risucchiata. Inoltre, dall'illustrazione si deduce che volteggino a circa tre metri dal terreno. Possono raggrupparsi in gruppi da venti o trenta fiamme e bruciare per tutta la notte. Appaiono in Primavera ed Estate, dopo i giorni di pioggia, in zone umide, come foreste, cimiteri, praterie e raramente anche in villaggi. Si dice che se toccati non si senta calore, ma ci si ustioni comunque.

## Tipologie
Gli Onibi si distinguono in ulteriori categorie:
Asobibi (遊火?, "fuoco scherzoso")
Gli Asobibi appaiono sul lungomare e nei pressi del castello di Kōchi, nell'omonima prefettura. Si dice non siano pericolosi per i mortali.
Igebo
Gli Igebo sono particolari del Distretto di Watarai, nella Prefettura di Mie.
Inka (陰火?, "fuoco d'ombra")
Gli Inka compaiono assieme ad altri Yōkai o Yūrei.
Kazedama (風玉?, "palla di vento")
Appaiono unicamente nelle tempeste del Distretto di Ibi, della Prefettura di Gifu e di Ibigawa. Nel tifone di Meiji (1897), si narra che questa presenza fosse scesa dalle montagne nel pieno del temporale.
Sarakazoe (皿数え?, "piatto di conteggio")
È un onibi di Ibigawa, distretto di Ibi, prefettura di Gifu. Durante le tempeste, appare come una palla sferica di fuoco. È grande quanto un vassoio personale ed emana una luce intensa. Durante il tifone Meiji 30 (1897), questo kazedama apparve dalla montagna e fluttuò nell'aria diverse volte.
Sōgenbi (叢原火 o 宗源火?)
Era un onibi a Kyoto nel Gazu hyakki yagyō di Toriyama Sekien. Si dice che si trattasse di un monaco che una volta aveva rubato dal Jizōdō di Mibu-dera, che aveva ricevuto una punizione buddista e si era trasformato in un onibi, e che il volto angosciato del sacerdote fluttuasse all'interno del fuoco. Il nome compare anche nello “Shinotogibōko”, una raccolta di storie di fantasmi del periodo Edo.
Hidama (火魂?, "spirito di fuoco")
Un Onibi dalla Prefettura di Okinawa. Vive solitamente in cucina vicino al focolare, ma si dice possa prendere la forma di un uccello di fuoco e appiaccare incendi volando senza metà.
Wataribisyaku (渡柄杓?, "schiumarola")
Un onibi del villaggio di Chii, distretto di Kitakuwada, prefettura di Kyoto (poi Miyama, ora Nantan). Appare nei villaggi di montagna ed è una palla di fuoco bianco-bluastra che fluttua leggermente nell'aria. Si dice che abbia un aspetto simile a quello di un hishaku (mestolo), ma non è che assomigli effettivamente ad un mestolo, quanto piuttosto che sembri trascinare una coda lunga e sottile, che è stata paragonata a un mestolo come metafora.
Kitsunebi (狐火?, "fuoco di volpe")
Si tratta di un fuoco misterioso che ha dato vita a diverse leggende, come quella secondo cui a brillare sarebbe un osso che la volpe tiene in bocca. A volte i kitsunebi sono considerati un tipo di onibi.